# Žrelo (roman)
Žrelo (angleško: Jaws) je ameriški roman iz leta 1974, ki ga je napisal Peter Benchley. V romanu je zgodba o velikem belem morskem psu, ki napada kopalce v majhnem počitniškem mestecu, in o treh moških, ki ga poskušajo ubiti. Roman je nastal iz Benchleyevega zanimanja za napade morskih psov, potem, ko je leta 1964 izvedel podvige ribiča morskih psov, Franka Mundusa. Doubleday mu je naročil, da roman napiše že leta 1971, ko je Benchley delal kot samostojni novinar.
Žrelo je s trženjsko kampanjo, ki sta jo organizirala Doubleday in založnik Bantam, vključena v številne kataloge prodajalnih knjig in pritegnila medijsko zanimanje. Po prvi objavi februarja 1974 je roman doživel velik uspeh, saj je trda vezava ostala na seznamu uspešnic kakih 44 tednov in poznejša vezava papirja v naslednjem letu prodala milijonske izvode. Recenzije so bile mešane, pri čemer so številni literarni kritiki ugotovili, da prozi in karakterizacij kljub pomanjkanju romana ne uspeva. 
Filmska producenta Richard D. Zanuck in David Brown sta roman prebrala pred njegovo objavo in odkupila filmske pravice ter izbrala Stevena Spielberga za režijo filmske priredbe. Film Žrelo, ki je izšel junija 1975, je izpustil praktično vse več podplotov romana, osredotočil pa se je predvsem na morskega psa in značilnosti treh glavnih junakov. Žrelo je postal film z najvišjo stopnjo gledanosti v zgodovini do takrat in je postal prelomni film v zgodovini filmov ter prvi poletni film. Sledila so tri nadaljevanja filma, ki so prejela bolj negativne odzive.

## Vsebina
Zgodba je postavljena v mesto Amity, izmišljeno obmorsko mesto na otoku Long Island v Novi Angliji blizu New Yorka. Neke noči, veliki beli morski pes ubije mlado turistko Chrissie Watkins, medtem, ko se je kopala v morju, nekoliko stran od plaže. Ko naslednji dan najdejo njene delne posmrtne ostanke na obali, preiskovalci ugotovijo, da je Chrissie napadel morski pes. Šef policije Martin Brody se odloči začasno zapreti plaže v Amity zaradi varnosti vseh turistov in domačinov, vendar ga župan Larry Vaughan in njegovi izbranci ogovorijo, da bi to povzročilo škodo poletnega turizma na otoku. S sogovornikom Harryjem Meadowsom, urednikom lokalnega časopisa, zaustavijo napad.
Nekaj dni pozneje, morski pes ubije mladega fanta po imenu Alex Kintner in Morrisa Caterja, starejšega moškega nedaleč od obale. Oblasti v Amityju najamejo lokalnega ribiča Ben Gardnerja, da ubije morskega psa, vendar mu izgine pod vodo. Brody in namestnik Leonarda Hendricks najdeta Gardnerjev čoln zasidran na morju, prazen in prekrit z velikimi luknjami, med katerimi ima v trupu zarit en velik zob morskega psa. Zaradi teh prizorov Brody znova poskuša zapreti plaže, medtem ko Meadows preiskuje županove poslovne stike, da bi ugotovil, zakaj je odločen, da bo plaže ohranjal odprte. Meadows odkrije, da je Vaughn povezan z mafijo, ki pritiska na župana, da ohrani plaže odprte, da bi zaščitil vrednost nepremičnin Amity, v katere je mafija vložila veliko denarja. Meadows pripelje tudi morskega oceanografa in biologa Matta Hooperja iz oceanografske ustanove Woods Hole za nasvet, kako ravnati z morskim psom. 
Medtem pa Brodyjeva žena Ellen pogreša premožen življenjski slog, ki ga je imela pred poroko z Brodyjem in z otroki. Spodbuja spolno srečanje z Mattom Hooperjem, ki je mlajši brat Davida Hooperja, moškega, ki ga je imela do zdaj. Ellen ga povabi na svoj dom, potem ko ga povabi na kosilo v restavracijo nekaj milj stran od Amityja. Skozi preostali del romana Brody sumi, da sta se dva povezala in ga zato muči misel. 
Medtem, ko so plaže še vedno odprte, turisti prispejo na otok in upajo, da bodo videli ubijalskega morskega psa. Ko umre še en fant v napadu morskega psa blizu obale, Brody zapre plaže in najame Quinta, profesionalnega lovca na morske pse, da ubije morskega psa. Brody, Quint in Hooper se vkrcajo na Quintovo barko Orca, trije moški pa se kmalu začnejo prepirajo. Quint ne mara Hooperja in ga vidi kot razvajenega bogatega fanta iz fakultete. Hooper je jezen zaradi Quintovih metod, še posebej, ko razkrije modrega morskega psa in za vabo uporablja ilegalno ujetega nerojenega otroškega delfina. Brody in Hooper tudi trdita, da Brodyjevi sumi o Hooperjevem možnem poskusu z Ellen postajajo močnejši; naenkrat se začne nekaj vročih prepirov, ko Brody zadavi Hooperja za nekaj sekund.
Njihova prva dva dneva na morju sta neuspešna, čeprav do konca drugega dne stopijo v stik z morskim psom. Ko jo prvič vidi, Hooper ocenjuje, da mora biti riba dolga vsaj dvajset metrov, in je vidno navdušena in v strahu pred njeno velikostjo.
Medtem Larry Vaughn obišče Brodyjevo hišo, preden se Brody vrne domov in obvesti Ellen, da z ženo zapušča Amity. Preden odide, Ellen pove, da je vedno mislil, da bosta naredila super par. Potem ko ga ni več, Ellen razmišlja, da je njeno življenje z Brodyjem veliko bolj izpolnjujoče kot vsako življenje, ki ga je morda imela z Vaughnom, in se začne počutiti krivo zaradi svojih prejšnjih misli, da bi zamudila življenje, ki ga je imela, preden se je poročila z Brodyjem.
Tretji dan želi Hooper, ko je videl velikost morskega psa, prinesti kletko, zaščiteno proti morskemu psu, jo fotografirati in nato uporabiti v poskusu, da bi jo ubil s špičasto palico. Sprva Quint noče prinesti kletke na krov, tudi potem, ko Hooper ponudi, da mu bo plačal 100 dolarjev, saj meni, da je to samomorilska ideja, vendar se odreče, ko se Hooper in Brody znova zapleteta v vroči prepir. Kasneje istega dne se po več neuspelih poskusih Quinta, da ulovi morskega psa, Hooper odpravi pod vodo v kletki s smrtnonosno palico. Vendar morski pes napade kletko, nekaj, kar Hooper ni pričakoval, in po razbitju kletke morski pes ubije in požre Hooperja. Brody obvesti Quinta, da mu mesto ne more več privoščiti, da bi mu plačal za lov na morskega psa, toda Quint ne skrbi več za denar in se zaveže, da bo še naprej preganjal in lovil morskega psa, dokler ga ne ubije.
Ko se naslednji dan Quint in Brody vrneta na morje, morski pes začne napadati Orco. Potem ko jo Quint večkrat uspe spraviti v normalen položaj, morski pes skoči iz vode na krmo Orce, na krmi pa prebije ogromno luknjo, zaradi česar Orca začne toniti. Quint izstreli še en dolg železni strel v trebuh morskega psa, a ko se usede nazaj na ograjo Orce, se njegova noga zaplete v vrv, pritrjeno na strelivo zaradi česar ga povleče pod vodo do smrti. Brody, ki nato odplava na sedežni blazini, opazi morskega psa, ki počasi plava proti njemu; zapre oči in se pripravi na smrt. Vendar, ko morski pes prispe nekaj metrov pred njim, podleže številnim poškodbam in drugim ranam. Morski pes se prevrne v vodi in umre, preden namerava napasti Brodyja. Velika riba počasi potone pod vodo in povleče Quintovo še vedno zapleteno truplo za seboj. Brody, ki preživi težavo, opazuje, kako mrtvi morski pes izgine v globino s Quintovim truplom, nato pa se na svoji sedežni blazini vrne na obalo.